# Isoloir

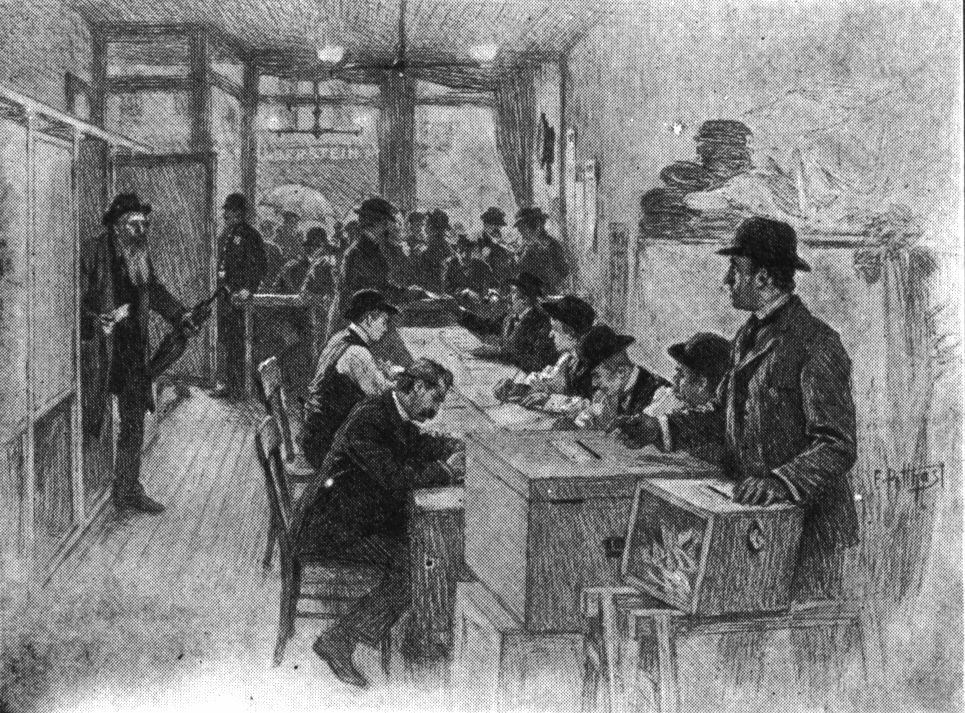
Bureau de vote de New York vers 1900, montrant des isoloirs sur la gauche.

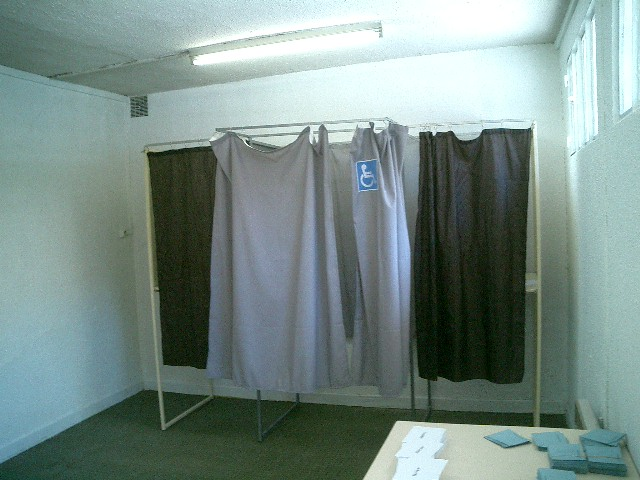
Isoloir lors de l'élection présidentielle française de 2007 à Vaulnaveys-le-Haut.

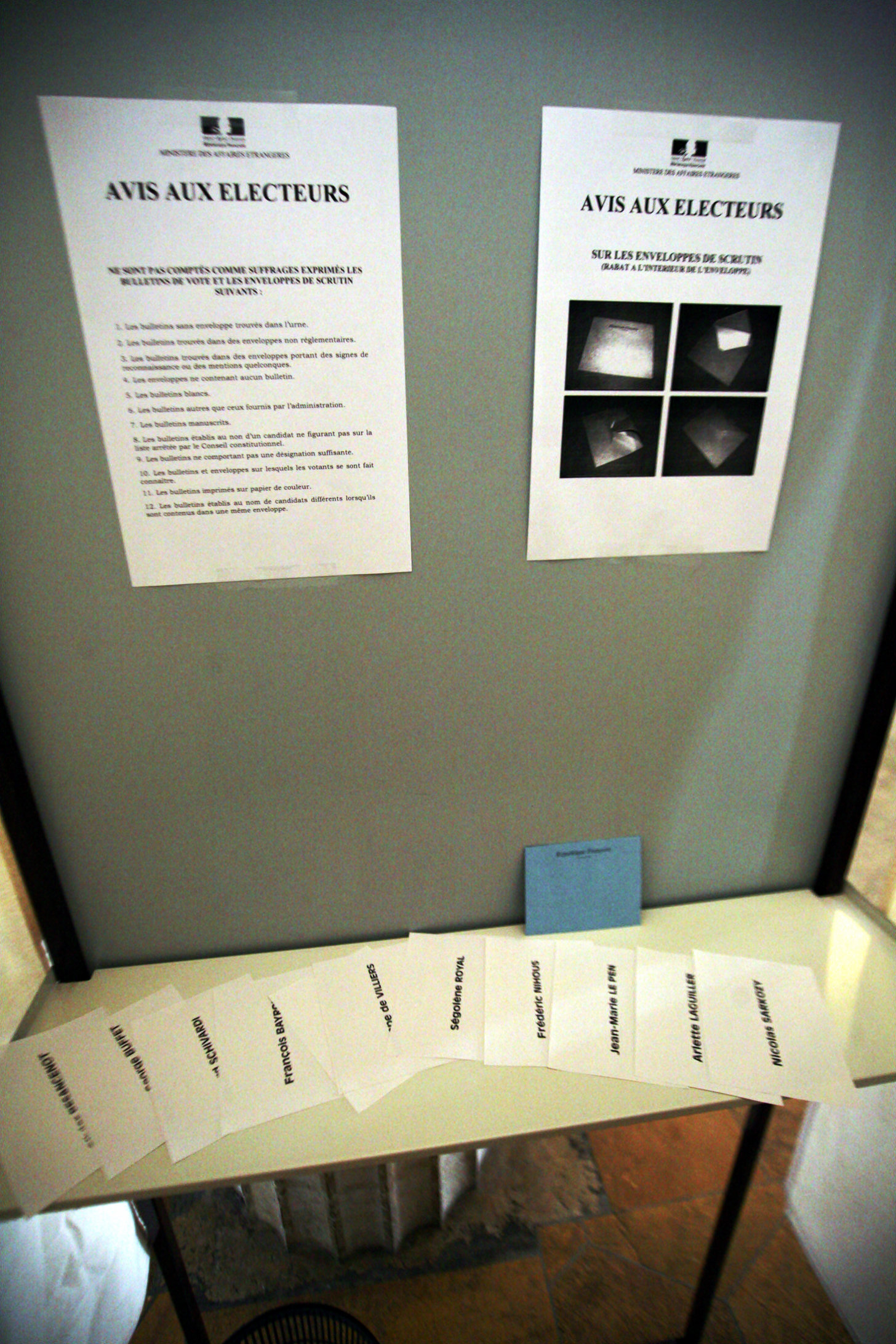
À l'intérieur de l'isoloir.

Un isoloir est un dispositif physique placé dans un bureau de vote chargé de dissimuler le choix de ceux qui participent à un vote secret. Instauré en Australie en 1857, ce dispositif prend généralement la forme d'une cabine fermée par un rideau aujourd'hui.

## En France
En France, il permet au votant de placer son bulletin dans une enveloppe à l'abri des regards indiscrets. Cette opération a lieu avant qu'il ne se dirige vers l'urne où elle est glissée. Le passage par l'isoloir est obligatoire afin de garantir le caractère secret et personnel du vote.
Cela pose le problème du vote électronique par machines à voter puisque cette notion (d'être à l'abri du regard indiscret) disparaît. Ainsi, à Issy-les-Moulineaux, « Personne ne peut voir pour qui vous votez. La machine, munie de cloisons faisant fonction d’isoloir, sera positionnée de sorte que la confidentialité du vote soit totalement garantie (…) De plus les choix de vote sont stockés de façon aléatoire dans les mémoires de la machine ».

## Histoire
Bien qu'un dispositif analogue à l'isoloir et remplissant la même fonction ait été imposé à Rome par Caius Marius en 119 av. J.-C. lorsqu'il était tribun de la plèbe, le terme « isoloir » renvoie généralement à l'époque contemporaine.
L'isoloir a été adopté en 1872 par le Royaume-Uni, en 1877 en Belgique et en 1903 en Allemagne.
En France, où le vote à bulletin secret est constitutionnalisé depuis 1795, l'électeur remet son bulletin plié au président du bureau qui l'introduit dans l'urne[réf. nécessaire]. Ce n'est qu'en 1913 que la loi du 29 juillet introduit l'enveloppe, l'isoloir et le dépôt dans l'urne par l'électeur lui-même. La loi vient après une quarantaine d'années de discussions au cours desquelles ses meilleurs partisans sont les radicaux et les socialistes.
Pour le plébiscite de 1851, Louis-Napoléon Bonaparte tenta d'abolir le secret du vote en demandant que les électeurs écrivent publiquement « oui » ou « non » devant leur nom sur le registre, mais faisant face à une forte opposition, il renonça et rétablit le vote secret.

## Religion
Dans les paroisses catholiques, le confessionnal est parfois appelé isoloir.